# Janjucetus hunderi
A Janjucetus hunderi é uma baleia fóssil de 3,5 metros de comprimento que se alimentava de peixes e pequenos tubarões. Habitou os mares da actual Austrália durante o Oligocénico. 